# Nightmares (película de 1983)
Nightmares (Pesadillas en España e Hispanoamérica) es una película de terror de 1983 dirigida por Joseph Sargent y protagonizada por Cristina Raines, Joe Lambie, Emilio Estévez, Veronica Cartwright y Richard Masur.

## Historia
La película trata de cuatro historias cortas de terror antológicas sobre eventos paranormales, insólitos y extraños. Cuatro episodios contemporáneos, localizados en ambientes familiares de los Estados Unidos, que plantean el terror como algo sorprendente, que todos pueden encontrar en cualquier momento:
1. «Terror en Topanga»: La televisión informa sobre un peligroso asesino suelto en la ciudad, sin embargo, una mujer ignora la advertencia y en la noche sale de su casa para comprar cigarrillos.
2. «El obispo de la batalla»: Un joven es adicto a los videojuegos y está obsesionado con uno llamado El obispo de la batalla, al que nunca pudo vencer.
3. «La bendición»: Un sacerdote ha perdido la fe y al abandonar la iglesia, mientras conduce su coche, es perseguido por una misteriosa camioneta negra.
4. «La noche de la rata»: Una familia pone trampas para eliminar las molestas ratas de su casa, pero ignoran que esta no es una rata común.[1]

## Elenco

### «Terror en Topanga»
- Cristina Raines ... Lisa, la esposa
- Joe Lambie ... Phil, el esposo
- Anthony James ...Empleado de la tienda
- Clare Nono ... Mori, la periodista
- Raleigh Bond... Norman, el vecino
- Robert Phelps... Vendedor de periódicos
- Dixie Lynn Royce... Niña
- Lee Ving... William Henry Glazier
- William Sanderson ... Empleado de la gasolinera

### «El obispo de la batalla»
- Emilio Estévez ... J.J. Cooney
- Mariclare Costello... Adele Cooney
- Louis Giambalvo ... Jerry Cooney
- Moon Unit Zappa ... Pamela
- Billy Jayne ... Zock Maxwell
- Joshua Grenrock ... Willie
- Gary Carlos Cervantes ... Mazenza
- C. Stewart Burnes... Raíz
- André Díaz... Pedro
- Rachel Goslins ... Phyllis
- Joel Holman ... Z-Man
- Christopher Bubetz... Jeffrey
- Rudy Negrete ... Emiliano
- James Tolkan ... Voz del obispo

### «La bendición»
- Lance Henriksen... MacLeod
- Tony Plana ... Padre Luis Del Amo
- Timothy Scott ... Alguacil
- Robin Gammell ... Obispo
- Rose Mary Campos ...Madre
- Toby Holguin ... Monaguillo

### «La noche de la rata»
- Richard Masur ... Steven Houston
- Veronica Cartwright ... Claire Houston
- Bridgette Andersen ... Brooke Houston
- Albert Hague ... Mel Keefer
- Howard F. Flynn ... Locutor de radio
- Leslie Bohem ... Voz de una cantante
- Philo Cramer ... Voz de un cantante
- Richard 'Rik L. Rik' Elerick... Voz de un cantante
- Liza Farrow ... Voz de una cantante
- Robbie Fields ... Voz de un cantante
- Flea ... Voz de un cantante
- Bob Haag ... Voz de un cantante
- Debbie Hall ... Voz de cantante